# Zambia Air Force

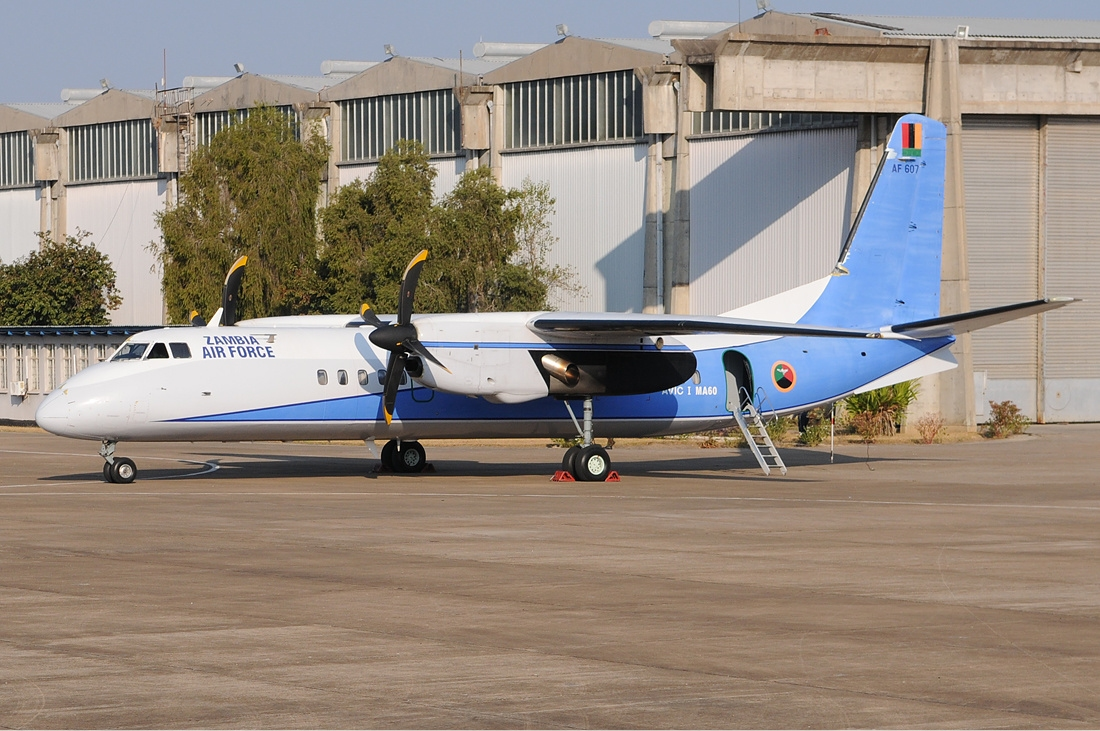
Uno Xian MA60 dell'Aeronautica militare zambiana in sosta all'Aeroporto Internazionale di Lusaka.

La Zambian Air Force (ZAF) è la forza aerea e l'elemento per le operazioni aeree della Forza di Difesa dello Zambia; i colori sono il giallo il rosso e il verde.
Dopo la creazione della Repubblica dello Zambia nel 1964, l'ex Northern Rhodesian Air Wing era stata ribattezzata Brigata Aerea della Zambia, che durò fino al 1968, quando fu fondata la Zambian Air Force.
Le missioni principali della Air Force sono per difendere i confini della Zambia e proteggere il suo spazio aereo. Inoltre, offre varie forme di supporto aereo per altri dipartimenti governativi. Quindi, vola anche la ricognizione, Trooping e le missioni di trasporto per la polizia e i ponti aerei forniture mediche e il personale in aree inaccessibili. Infine, l'organizzazione prevede il trasporto di emergenza in caso di necessità. Una delle più recenti operazioni di soccorso montato dalla Air Arm si è verificato nei primi mesi del 2007, quando è venuto in aiuto delle vittime delle inondazioni nella provincia nord-occidentale. Pochi dettagli sono disponibili sul schieramento della forza, ma gli elementi di combattimento si intendono situato a Lusaka (K-8), Mbala (MB-326) e Mumbwa (MiG-21), con la piccola flotta di aerei da trasporto ed elicotteri utility inoltre secondo come riferito di stanza a Lusaka.

## Aeromobili in uso
Sezione aggiornata annualmente in base al World Air Force di Flightglobal del corrente anno. Tale dossier non contempla UAV, aerei da trasporto VIP ed eventuali incidenti accorsi durante l'anno della sua pubblicazione. Modifiche giornaliere o mensili che potrebbero portare a discordanze nel tipo di modelli in servizio e nel loro numero rispetto a WAF, vengono apportate in base a siti specializzati, periodici mensili e bimestrali. Tali modifiche vengono apportate onde rendere quanto più aggiornata la tabella.
| Aeromobile                          | Origine            | Tipo                                                     | Versione (denominazione locale) | In servizio (2024) | Note | Immagine |
| Aerei da combattimento              |                    |                                                          |                                 |                    | |          |
| Shenyang J-6                        | Cina               | caccia multiruoloconversione operativa                   | F-6AFT-6                        | 8?2?               | 12 tra F-6 ed FT-6 consegnati a partire dal 1978. |          |
| Aeromobili a pilotaggio remoto- UAV |                    |                                                          |                                 |                    | |          |
| Elbit Hermes 450                    | Israele            | Aeromobile a pilotaggio remoto                           | Hermes 450                      | 3                  | 3 Hermes 450 ordinati nel 2018 e tutti in servizio al giugno 2021. |          |
| Aerei da trasporto                  |                    |                                                          |                                 |                    | |          |
| Alenia C-27J Spartan                | Italia             | aereo da trasporto tattico                               | C-27J                           | 2                  | 2 C-27J ordinati a settembre 2015, consegnati nel primo trimestre del 2018. |          |
| Harbin Y-12                         | Cina               | aereo da trasporto leggero                               | Y-12-IIY-12-IV                  | 7                  | 10 tra Y-12-II e Y-12-IV consegnati tra il marzo del 1994 ed il luglio del 2006, con tre esemplari persi per incidenti il 16 ottobre 2010, il 18 maggio 2005 ed il 26 gennaio 2021.                                                                                     |          |
| Xian MA60                           | Cina               | aereo da trasporto tattico                               | MA-60                           | 1                  | 3 MA-60 consegnati a partire dal 12 settembre 2006. |          |
| Gulfstream G650                     | Stati Uniti        | aereo da trasporto VIP                                   | G650                            | 1                  | 1 consegnato a marzo 2019, sarà utilizzato per il trasporto presidenziale. |          |
| Sukhoi Superjet 100                 | Russia             | aereo da trasporto VIP                                   | SSJ 100                         | 1                  | 1 SSJ 100 acquistatio nel 2018, e consegnato a fine febbraio del 2019. |          |
| Cessna 208 Grand Caravan            | Stati Uniti        | aereo da trasporto                                       | C 208B EX                       | 1                  | 1 C 208B EX consegnato a dicembre 2020. |          |
| Beechcraft 1900                     | Stati Uniti        | aereo da trasporto                                       | B1900D                          | 1                  | |          |
| Aerei da addestramento              |                    |                                                          |                                 |                    | |          |
| Hongdu K-8 Karakorum                | Cina               | aereo da addestramento avanzato                          | K-8P                            | 15                 | 8 K-8P ricevuti nel 1999. Ulteriori 8 K-8P ricevuti il 12 aprile 2012. |          |
| Hongdu L-15 Lie Ying                | Cina               | aereo da attacco leggero aereo da addestramento avanzato | L-15AFT                         | 6                  | 6 ordinati nel 2014. La variante scelta è la L-15AFT (Attack, Fighter, Trainer) e le consegne termineranno nel 2017. |          |
| Aermacchi SF-260                    | Italia (bandiera)  | aereo da addestramento basico                            | SF-260MZSF-260TW                | 11                 | 9 SF-260MZ consegnati tra il 1970 e il 1971. Ulteriori 9 SF-260TW (altre fonti affermano tre) ricevuti tra il 2012 e il 2016. Uno dei SF-260TW è stato perso il 28 marzo 2022.                                                                                          |          |
| Aermacchi MB-326                    | Italia             | aereo da addestramento avanzatoaereo da attacco leggero  | MB-326GBMB-326K9                | 10                 | 25 tra MB-326GB e MB-326K9 consegnati tra partire il 1971 e il 1978, 10 dei quali dovrebbero essere ancora in servizio. |          |
| Saab MFI-15 Safari                  | Svezia             | aereo da addestramento basico                            | MFI-15-200A                     | 14?                | 20 MFI-15-200A ricevuti tra il 1975 e il 1977. |          |
| Elicotteri                          |                    |                                                          |                                 |                    | |          |
| Mil Mi-8 Hip                        | Russia             | elicottero da trasporto tattico medio                    | Mi-8                            | 5                  | 8 Mi-8 ricevuti nel 1975. |          |
| Agusta-Bell AB-205                  | Italia Stati Uniti | elicottero utility                                       | AB-205                          | 12                 | 5 AB-205 ricevuti tra l'agosto e il dicembre del 1969. 8 AB-205 ricevuti tra maggio e giugno del 1980. Ulteriori 3 AB-205 (già in precedenza appartenuti all'Italia) furono acquistati da una società sudafricana e consegnati il 16 settembre 2006.                    |          |
| Agusta-Bell AB-206                  | Italia Stati Uniti | elicottero utility                                       | AB-206                          | 2                  | 6 AB-206 ricevuti a partire dal 1972. |          |
| Agusta-Bell AB-212                  | Italia Stati Uniti | elicottero utility                                       | AB-212                          | 2                  | 3 AB-212 ricevuti nel 1972, uno dei quali perso in un incidente il 21 novembre 1975. |          |
| Bell 412                            | Stati Uniti        | elicottero utility                                       | AB 412SPBell 412EP              | 32                 | 3 AB 412SP di seconda mano consegnati nel 2021. 4 Bell 412EP di seconda mano donati dagli Stati Uniti a settembre 2023, con i primi due esemplari consegnati a marzo 2024. Un'ulteriore fornitura di Bell 412 è stata autorizzata dagli Stati Uniti il 13 gennaio 2025. |          |
| Harbin Z-9 Haitun                   | Cina               | elicottero medio                                         | Z-9                             | 7                  | 7 consegnati. |          |
| Enstrom 480                         | Stati Uniti        | elicottero da addestramento                              | Enstrom 480B                    | 2                  | 2 Enstrom 480B ordinati a febbraio 2023. |          |

## Aeromobili ritirati
- de Havilland Canada DHC-4A Caribou - 5 esemplari (1965-1986)[4]
- Dornier Do 28D Skyservant - 10 esemplari (1970-?)[4]
- Mikoyan-Gurevich MiG-21MF Fishbed - 16 esemplari (1980-?)[4]
- Mikoyan-Gurevich MiG-21UM Mongol - 2 esemplari (1980-?)[4]
- Yakovlev Yak-40 - 3 esemplari (1977-?)[4]
- Nanchang PT-6 - 12 esemplari (1978-?)[4]
- Antonov An-26 Curl
- de Havilland DHC-5D Buffalo - 7 esemplari (1976-?)[4]
- Hawker Siddeley HS 748-231 - 2 esemplari (1971-?)[4]
- Douglas DC-6B - 2 esemplari (?-?)[4]
- Bell AB-47G-4A - 21 esemplari (1972-?)[4]
- Soko G-2A-E Galeb - 15? esemplari (?-?)[4]
- Soko J-1 Jastreb - 18? esemplari (?-?)[4]
- De Havilland Canada DHC-2 Beaver - 9 esemplari (1965-?)[4]
- de Havilland Canada DHC-1 Chipmunk - 6 esemplari (1965-?)[4]
- Douglas C-47 Dakota - 11 esemplari (1964-?)[4]
- Hunting Aviation Pembroke C.1 - 2 esemplari (1963-2005)[4]

## Comandanti
- 2018-2021 Tenente Generale David M. Muma[2]
- 2011-2018 Tenente Generale Eric Mwaba Chimese[2]
- 2010-2011 Tenente Generale Andrew Sakala[2]
- 2006-2010 Tenente Generale Samuel Mapala[2]
- 2002-2006 Tenente Generale Christopher Singogo[2]
- 1997-2001 Tenente Generale Sande Kayumba[2]
- 1991-1997 Tenente Generale Ronnie Shikapwasha[2]
- 1990-1991 Tenente Generale Simutowe[2]
- 1980-1990 Tenente Generale Hania Lungu[2]
- 1976-1980 Maggior Generale C. Kabwe[2]
- 1972-1976 Tenente Generale P.D. Zuze[2]
- 1964-1972 Group Captain John Edward Kildulf[2]